# Louis Bazire
Pour les articles homonymes, voir Bazire.
Louis Marie Antoine Bazire, né le 30 septembre 1877 à Fontenay-le-Comte (Vendée) et décédé le 19 décembre 1923 dans le 8e arrondissement de Paris,, est un homme politique français.

## Biographie
Louis Bazire est le fils de Paul Antoine Bazire et de son épouse Marie Thérèse Eugénie Bréchard. Il est le frère cadet d'Henri Bazire (1873-1919).
Ingénieur diplômé de l'École centrale des arts et manufactures (promotion 1901), il dirige les forges d’Eurville en Haute-Marne. En 1914 il rejoint, dès la mobilisation, l'état-major de la brigade d'artillerie du 9e corps d'armée. Nommé capitaine le 22 janvier 1915, il est mis hors cadre pour raison de santé le 23 juin 1918.
Il est député de la Vendée de 1919 à 1923, inscrit au groupe de l'Entente républicaine démocratique.
Il est emporté fin 1923 par une brusque détérioration de sa santé, affectée pendant la guerre. François Arago annonce son décès en ouvrant la séance du 19 décembre 1923 à la Chambre des députés et le bref éloge qu'il prononce suscite des « applaudissements sur tous les bancs ».
Il avait épousé en 1907 Germaine Marcellot, fille du député de la Haute-Marne Jacques Marcellot, qu'il laissait veuve avec cinq enfants.
Le stade de la commune d’Eurville, en Haute-Marne, porte son nom.

## Distinction
Croix de guerre 1914–1918, étoile de bronze : « Sur le front depuis le début de la Campagne, officier plein d'activité, de courage et d'entrain, a rempli sur le champ de bataille des missions difficiles. Auxiliaire très précieux du commandement en toutes circonstances » (citation à l'ordre de la brigade d'artillerie du 9 mars 1916).

## Source
- « Louis Bazire », dans le Dictionnaire des parlementaires français (1889-1940), sous la direction de Jean Jolly, PUF, 1960 [détail de l’édition]